# دونگهوا-دونگ
دونگهوا-دونگ (به لاتین: Donghwa-dong) یک منطقهٔ مسکونی در کره جنوبی است که در منطقه یونگ واقع شده‌است.